# Formaldehído
El formaldehído o metanal es un compuesto químico, más específicamente un aldehído (el más simple de ellos) altamente volátil y muy inflamable, de fórmula H2C=O. Se obtiene por oxidación catalítica del alcohol metílico. En condiciones normales de presión y temperatura es un gas incoloro, de un olor penetrante, muy soluble en agua y en ésteres. Las disoluciones acuosas al ~40% se conocen con el nombre de formol, que es un líquido incoloro de olor penetrante y sofocante; estas disoluciones pueden contener alcohol metílico como estabilizante. Puede ser comprimido hasta el estado líquido; su punto de ebullición es -19 °C.
Tiene muchos nombres (ver tabla principal); su nombre tradicional proviene de formica, la palabra latina para «hormiga»; su nombre según la nomenclatura sistemática de la IUPAC es metanal.

## Historia
Aunque el formaldehído fue descrito por primera vez en 1859 por el químico ruso Aleksandr Butlerov (1828–86), donde lo llama «Dioxymethylen» (methylene dioxide) por un error en su fórmula (C4H4O4). No fue hasta 1869 que August Wilhelm von Hofmann lo identificó correctamente.

## Reacciones
El formaldehído se disuelve en agua (400 ml gas /L de agua a 20 °C). La disolución se degrada lentamente formando paraformaldehído, el polímero del formaldehído. También puede formarse el trímero cíclico. La oxidación del formaldehído produce ácido fórmico y, en una segunda etapa, agua y dióxido de carbono.

## Síntesis
La síntesis industrial del metanal se basa en la oxidación semiparcial del metanol (H3COH) sobre catalizadores sólidos (óxidos de metales; habitualmente una mezcla de óxido de hierro, molibdeno y vanadio) o la conversión de metanol en hidrógeno elemental y formaldehído en presencia de plata elemental.
Pequeñas cantidades de formaldehído se liberan también en la combustión incompleta de diversos materiales orgánicos como también en algunos inorgánicos como los plásticos y los polímeros. Así se encuentran concentraciones importantes por ejemplo en el humo de tabaco.

## Aplicaciones
El formaldehído es uno de los compuestos orgánicos básicos más importantes de la industria química. El grupo español ERCROS tiene una capacidad de producción de 788.000 t al año y BASF 500.000 t al año.[cita requerida] Se utiliza en la producción de diversos productos, desde medicamentos hasta la melamina, la baquelita, etc. 
Antiguamente se utilizaba una disolución del 35 % de formaldehído en agua como desinfectante. En la actualidad se utiliza para la conservación de muestras biológicas y cadáveres frescos, generalmente en una dilución al 5 % en agua.
En histotecnología, se utiliza neutralizado o tamponado a pH 7.0 al 10 %, evitando así la precipitación y formación de cristales formólicos en los tejidos. La formalina tamponada es el fijador estándar utilizado para técnicas de inmunohistoquímica o de hibridación in situ. También se utiliza en mezclas fijadoras en conjunto con otros agentes (alcohol, ácido pícrico, ácido acético, entre otros), según sea el estudio posterior que desee realizarse en la biopsia. 
Cabe destacar que el formaldehído para ser utilizado en medicina debe estabilizarse con metanol, y tenerlo a temperaturas que no superen los 300 grados, ya que a esa temperatura comienza el proceso de autoignición. Además el formaldehído para conservación de tejidos grasos, como el cerebro, no se trabaja al 10 % sino al 40 %.
Se usa mayormente en servicios funerarios para preservar los cadáveres a fin de colocarlos en los féretros donde se velarán sus restos.
Otro uso es la fabricación de textiles libres de arrugas o desarrugados. En éstas el contenido en metanal libre podía alcanzar hasta el 2 % del peso total del textil como es en la mayoría de los casos. Actualmente se ha bajado el contenido y si supera el 0.15 % este debe ser declarado en la etiqueta con la recomendación de lavar la prenda antes de usarla, debido a su gran toxicidad al combinarse con átomos ionizados negativamente libres en el ambiente bajo condiciones normales de presión y temperatura.
Aún se utiliza como conservante en la formulación de algunos cosméticos y productos de higiene personal como champús, cremas para baño y sales iódicas para la higiene íntima femenina. Se está utilizando también en los alisados permanentes, pero su uso en estos productos se ha prohibido ya en algunos países debido al alto riesgo para la salud de quien trabaja con ellos habitualmente.
Es importante destacar que la Agencia Internacional para la Investigación del Cáncer en sus últimos informes lo ha clasificado en el grupo 1, Carcinógeno confirmado para humanos (cáncer nasofaríngeo).

## Adulteración de alimentos
Tanto en la alarma alimentaria de 2005 en Indonesia como en la alarma alimentaria de 2007 en Vietnam han estallado escándalos por la adición de formaldehído a los alimentos para alargar su vida útil. En 2011, tras cuatro años de ausencia, las autoridades indonesias encontraron alimentos con formaldehído que se vendían en los mercados de varias regiones del país. En agosto de 2011, al menos en dos supermercados Carrefour, el Yakarta Central Subdepartamento Central de Ganadería y Pesca de Yakarta encontró el popular cendol que contenía 10 partes por millón de formaldehído. En 2014, el propietario de dos fábricas de fideos en Bogor, Indonesia, fue detenido por utilizar formaldehído en los fideos. Se confiscaron 50 kg de formaldehído. Entre los alimentos que se sabía que estaban contaminados figuraban los fideos, el pescado salado y el tofu. También se rumoreaba que el pollo y la cerveza estaban contaminados. En algunos lugares, como China, los fabricantes siguen utilizando ilegalmente el formaldehído como conservante en los alimentos, lo que expone a las personas a la ingestión de formaldehído. En los seres humanos, se ha demostrado que la ingestión de formaldehído provoca vómitos, dolor abdominal, mareos y, en casos extremos, puede causar la muerte. El análisis de formaldehído se realiza en sangre y/o en orina mediante cromatografía de gases-espectrometría de masas. Otros métodos incluyen la detección por infrarrojos, tubos detectores de gas, etc., de los cuales la Cromatografía líquida de alta eficacia es el método más sensible. A principios del siglo XX, las fábricas de leche estadounidenses lo añadían con frecuencia a las botellas de leche como método de pasteurización debido a la falta de conocimiento y preocupación respecto a la toxicidad del formaldehído.
En 2011, en Nakhon Ratchasima, Tailandia, se trataron con formaldehído camiones de pollos podridos para su venta en los que estaba implicada "una gran red", que incluía 11 mataderos dirigidos por una banda criminal. En 2012, se encontraron 1000 millones de rupias (casi 100 000 dólares) de pescado importado de Pakistán a Batam, Indonesia, con formaldehído.
En Bangladés se ha denunciado la contaminación de los alimentos con formaldehído, ya que las tiendas y supermercados venden frutas, pescados y verduras que han sido tratados con formaldehído para mantenerlos frescos. Sin embargo, en 2015, se aprobó un Proyecto de Ley de Control del Formaldehido en el Parlamento de Bangladés con una disposición de cadena perpetua como pena máxima, así como una multa máxima de 2, 000.000  taka bangladesí, pero no menos de 500.000  por importar, producir o acaparar formaldehído sin licencia.
El formaldehído fue uno de los productos químicos utilizados en la producción industrializada de alimentos del siglo XIX que fue investigado por el Dr. Harvey W. Wiley con su famoso "Escuadrón del Veneno" como parte del Departamento de Agricultura de los Estados Unidos. Esto condujo a la Ley de Pureza de Alimentos y Medicamentos de 1906 (Pure Food and Drug Act), un hito en la historia temprana de la regulación de los alimentos en Estados Unidos.

## Toxicidad

### Exposición al formaldehído
El formaldehído en el ambiente se origina tanto de fuentes naturales como de actividades humanas, pero principalmente es producido por la combustión de materiales.
Generalmente se encuentra más cantidad de formaldehído en el interior de viviendas que al aire libre, puesto que muchos productos del hogar emiten formaldehído al ambiente, como: pintura de látex, esmalte de uñas, madera contrachapada…
La intoxicación por formaldehído se puede dar por diversas vías: inhalación (principalmente), piel, ojos e ingestión. 
El formaldehído se absorbe rápidamente a través de la nariz, de las vías superiores respiratorias y cuando se ingiere; en cambio, por la piel sólo se absorben pequeñas cantidades.
Una vez dentro del organismo, el formaldehído se degrada rápidamente a formiato (que es excretado en orina) o dióxido de carbono (que es excretado a través del aliento).

#### Límites de exposición profesional
VLA-EC (Valor Límite Ambiental de Exposición de Corta duración): 0,6 ppm; 0,74 mg/m³. 
VLA-ED (Valor Límite Ambiental de Exposición Diaria): 0,3 ppm; 0,37 mg/m³. 
Estos valores no deben ser superados en ningún momento.

### Sintomatología
- En caso de inhalación: se produce sensación de quemazón, tos, dolor de cabeza, náuseas y/o jadeo. Irrita gravemente el tracto respiratorio, pudiendo originar edema pulmonar (los síntomas del edema pulmonar no se ponen de manifiesto, a menudo, hasta pasadas unas horas y se agravan por el esfuerzo físico).

- En caso de contacto con piel: provoca irritación.
- En caso de contacto con los ojos: es lacrimógeno, puede producir visión borrosa, dolor y/o enrojecimiento.
- En caso de ingestión: beber altas cantidades puede provocar dolor agudo, vómitos, coma y posiblemente la muerte. Se debe consultar al médico en todos los casos.

Los efectos de la exposición prolongada o repetida al formaldehído pueden provocar riesgo de padecer cáncer en los seres humanos.

### Prevención de una posible intoxicación
- A través de la inhalación: realizar ventilación, extracción localizada o protección respiratoria.
- A través del contacto con la piel: usar guantes aislantes.
- A través del contacto con los ojos: gafas ajustadas de seguridad o protección ocular combinada con la protección respiratoria.
- A través de ingestión: no comer, ni beber, ni fumar durante el trabajo.

### Medidas a tomar ante una intoxicación
- En caso de inhalación: se recomienda respirar aire limpio y guardar reposo, además de adoptar una posición de semi-incorporación. Si estuviese indicado, sería conveniente aplicar respiración artificial. Se debe proporcionar asistencia médica.
- En caso de contacto con la piel: se procederá a quitar las ropas contaminadas. Después se debe aclarar la piel con agua abundante o ducharse. Se indica proporcionar asistencia médica.
- En caso de contacto con los ojos: es conveniente enjuagar con agua abundante durante varios minutos (quitar las lentes de contacto si puede hacerse con facilidad). Después se proporciona asistencia médica.[22]